# Konfiguracja absolutna
Konfiguracja absolutna, konfiguracja bezwzględna – jednoznaczny sposób rozróżniania i nazewnictwa izomerów konfiguracyjnych, a ściśle biorąc ustalania rozmieszczenia w przestrzeni podstawników w stereoizomerach.
Enancjomery, jeden z rodzajów izomerów konfiguracyjnych związków chemicznych, różnią się między sobą tak jak lewa i prawa dłoń lub lewo- i prawoskrętna skorupa ślimaka, czyli mają się do siebie tak jak lustrzane odbicie do odbijanego przedmiotu. W przypadku związków organicznych ich chiralność wynika najczęściej z faktu występowania zestawu (albo zestawów) czterech różnych podstawników przy jednym atomie (lub większej liczbie atomów) węgla, czyli istnienia centrum (albo centrów) chiralności. Ustalenie wzajemnego umiejscowienia tych podstawników w przestrzeni decyduje o tym, z którym z dwóch enancjomerów ma się do czynienia. W odróżnieniu jednak od skorupy ślimaka, której „prawoskrętność” i „lewoskrętność” jest łatwo ustalić w intuicyjny sposób, jednoznaczne nazewnictwo enancjomerów wymaga przyjęcia zbioru zasad, które są opisane poniżej.

## Konwencja Cahna-Ingolda-Preloga
Jest to metoda uniwersalna, którą można zastosować do wszystkich związków, których cząsteczki posiadają centrum (albo centra) chiralności. Powstała ona w latach 50. XX wieku w wyniku uzgodnień między trzema pionierami badań nad stereochemią:
- Vladimirem Prelogiem
- Christopherem Kelkiem Ingoldem
- Robertem Sidneyem Cahnem[3][4].

Ustalanie konfiguracji absolutnej wokół danego centrum chiralności przeprowadza się zgodnie z następującymi regułami:
1. kolejności pierwszeństwa podstawników przyłączonych do atomu stanowiącego centrum chiralności
2. podstawnik o najniższym pierwszeństwie (D na pierwszym rysunku) musi znajdować się jak najdalej od obserwatora
3. jeśli układ pozostałych podstawników jest taki, że patrząc od strony obserwatora, należy wodzić okiem od podstawnika o największym pierwszeństwie (A) do trzeciego w kolejności (C) zgodnie z kierunkiem wskazówek zegara, to konfiguracja absolutna jest oznaczana literą R (do łac. rectus – prawy), a gdy odwrotnie, to literą S (od łac. sinister – lewy).

Konfiguracja R i S

Enancjomery bromochlorofluorometanu. Po lewej cząsteczka o konfiguracji S, po prawej o konfiguracji R. Pierwszeństwo podstawników według reguły nr 1: Br > Cl > F > H

Enancjomery cyklofosfamidu: R (po lewej) i S (po prawej). Pierwszeństwo podstawników według reguł nr 1 i 3: OR > O > NR_{2} > NHR

Np.: w przypadku enancjomeru z jednym centrum chiralności o czterech podstawnikach A,B,C i D, których kolejność pierwszeństwa jest A > B > C > D, należy go ustawić w przestrzeni tak aby podstawnik D znalazł się najdalej z tyłu, a potem patrząc od frontu wodzić wzrokiem od podstawnika o największym pierwszeństwie do podstawnika o najmniejszym. Gdy wykonuje się wówczas ruch w prawo jest to konfiguracja R, a gdy w lewo S.
W ramach konwencji Cahna-Ingolda-Preloga istnieją następujące reguły ustalania pierwszeństwa:
1. W pierwszej instancji jest to liczba atomowa (l.a.) atomu podstawnika, który jest bezpośrednio przyłączony do centrum chiralności. Oznacza to na przykład, że w sytuacji, gdy podstawniki są czterema różnymi pojedynczymi atomami (np. jod (I, l.a. = 53), brom (Br, l.a. = 35), chlor (Cl, l.a. = 17), wodór (H, l.a. = 1) ich kolejność jest następująca: I > Br > Cl > H. Jeżeli jednym z podstawników jest wolna para elektronowa, to przypisuje się jej l.a. = 0.
2. W wypadku występowania izotopów, o pierwszeństwie decyduje ich większa liczba masowa.
3. Jeśli podstawniki łączą się z centrum chiralności atomami tego samego pierwiastka, to bierze się pod uwagę kolejne atomy przyłączone bezpośrednio do atomu, którym cały podstawnik łączy się z centrum chiralności (czyli rozpatrujemy kolejną sferę koordynacyjną). Jeśli i te zestawy są takie same, należy wziąć pod uwagę kolejne, dalsze atomy, aż w końcu dojdzie się do takich zestawów atomów, z których jeden posiada przynajmniej jeden atom, który ma większą liczbę atomową od wszystkich atomów w drugim zestawie, albo większą liczbę atomów o największej liczbie atomowej. Przykładowo kolejne sfery koordynacyjne dla grupy metylowej −CH
3 to: (C) → (H, H, H); zaś dla etylowej −CH
2CH
3: (C) → (C, H, H) → (H, H, H). Różnica pojawia się w pierwszej sferze koordynacyjnej, a więc grupa etylowa ma pierwszeństwo przed metylową.
4. Gdy dalsze atomy są połączone wiązaniami wielokrotnymi, liczy się je jakby były połączone wiązaniami pojedynczymi, ale wiele razy. Na przykład z dwóch podstawników −A=B i −A−B, podstawnik −A=B będzie pierwszy, gdyż A łączy się z atomem B „dwa razy”, podczas gdy podstawnik −A−B tylko „raz” (dokładniej: podstawnik −A=B jest równoważny układowi −A(B−A)B). Warto zaznaczyć, że mimo iż wiązanie P=O zapisuje się jako wiązanie wielokrotne, traktuje się je jak wiązanie pojedyncze P+
−O−
. Stąd podstawnik OR > O dla cyklofosfamidu na ilustracji[5].
5. Jeżeli podstawniki różnią się jedynie konfiguracją absolutną na centrach chiralności, pierwszeństwo przypisuje się podstawnikowi R.

## Przykład

4-bromo-3-chloro-1-jodopentan

Cząsteczka 4-bromo-3-chloro-1-jodopentanu:
zawiera cztery podstawniki wokół centrum chiralności (czerwony atom węgla):
- 2-jodoetylowy: ICH2CH2—
- 1-bromoetylowy: CH3CHBr—
- chlorkowy: Cl—
- wodorkowy: H—

Zgodnie z regułą 1. pierwszy w kolejności jest podstawnik chlorkowy, (Cl), bo atom chloru ma większą liczbę atomową od węgla i wodoru. Ostatni w kolejności jest atom wodoru. Ustalenie kolejności podstawnika 2-jodoetylowego w stosunku do 1-bromoetylowego wymaga zastosowania reguły 3., gdyż jod ma co prawda większą liczbę atomową od chloru, ale jest dalej odsunięty od centrum chiralności. Zgodnie z regułą 3. podstawnik 1-bromoetylowy ma pierwszeństwo, gdyż atomowi bromu podstawionemu do atomu węgla, który jest bezpośrednio przyłączony do centrum chiralności, odpowiada w podstawniku 2-jodoetylowym atom wodoru. Ostateczna kolejność podstawników wygląda zatem tak:
chlorkowy > 1-bromoetylowy > 2-jodoetylowy > wodorkowy

## Konfiguracja absolutna a aktywność optyczna
Często spotykane w biochemii oznaczanie typów enancjomerów (+) i (−) wynika bezpośrednio z tego, jak one skręcają płaszczyznę monochromatycznego światła spolaryzowanego o długości odpowiadającej tzw. pierwszej linii sodowej (por. skręcalność właściwa), natomiast nic nie mówi o ich konfiguracji absolutnej. Enancjomery (+) skręcają to światło w prawo, zaś (−) w lewo.
Konfiguracja absolutna cząsteczki może być określona bezpośrednio w wyniku badań metodą rentgenografii strukturalnej lub pośrednio – poprzez przeprowadzenie jej syntezy asymetrycznej z substratów o wcześniej ustalonej konfiguracji absolutnej lub pomiar jądrowego efektu Overhausera dla diastereomerycznej pochodnej. Nie da się jej natomiast wywieść wprost z samych badań skręcalności światła, choć istnieją próby dokonywania tego za pomocą pomiarów skręcalności światła sprzężonych z jej obliczeniami ab initio lub DFT.
W wielu grupach organicznych związków chemicznych zbierany przez lata materiał porównawczy pozwala jednak z dużym prawdopodobieństwem przewidzieć konfigurację absolutną na podstawie kierunku skręcania światła. Na przykład w chemii steroidów istnieje tzw. reguła oktantów pozwalająca powiązać absolutną konfigurację cząsteczki z jej aktywnością optyczną. Podobne reguły znane są także dla aminokwasów i węglowodanów.

## Praktyczne znaczenie konfiguracji absolutnej
Konfiguracja absolutna związków organicznych występujących w naturze decyduje o ich aktywności biologicznej. Zazwyczaj z dwóch enancjomerów określonego związku chemicznego (np. glukoza) tylko jeden z nich jest produkowany przez żywe organizmy i spełnia swoją biologiczną funkcję.